# Ган (грузинська літера)
Ган (ღან, [ɣan]) — двадцять третя літера грузинської абетки.
Приголосна літера. Вимовляється як українська Г (МФА /ɣ/). За міжнародним стандартом ISO 9984 транслітерується як ḡ.

## Історія
| Асомтаврулі | Нусхурі | Мхедрулі |
| ----------- | ------- | -------- |
|             |         |          |

## Юнікод
- Ⴖ : U+10B6
- ღ : U+10E6